# カリアンドラ・トウィーディー

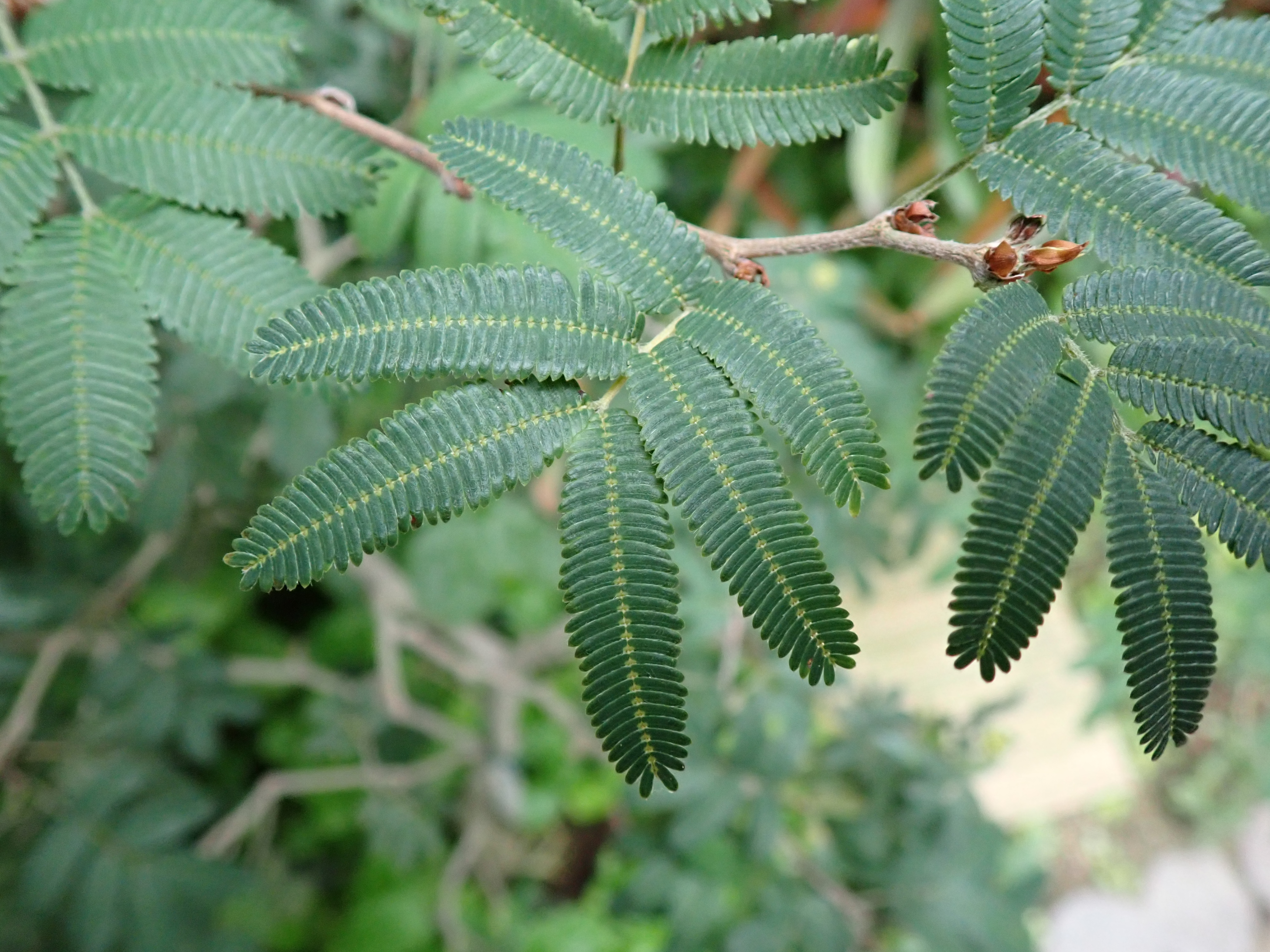
カリアンドラ・トウィーディーの偶数羽状複葉（2024年11月 大阪市 咲くやこの花館）

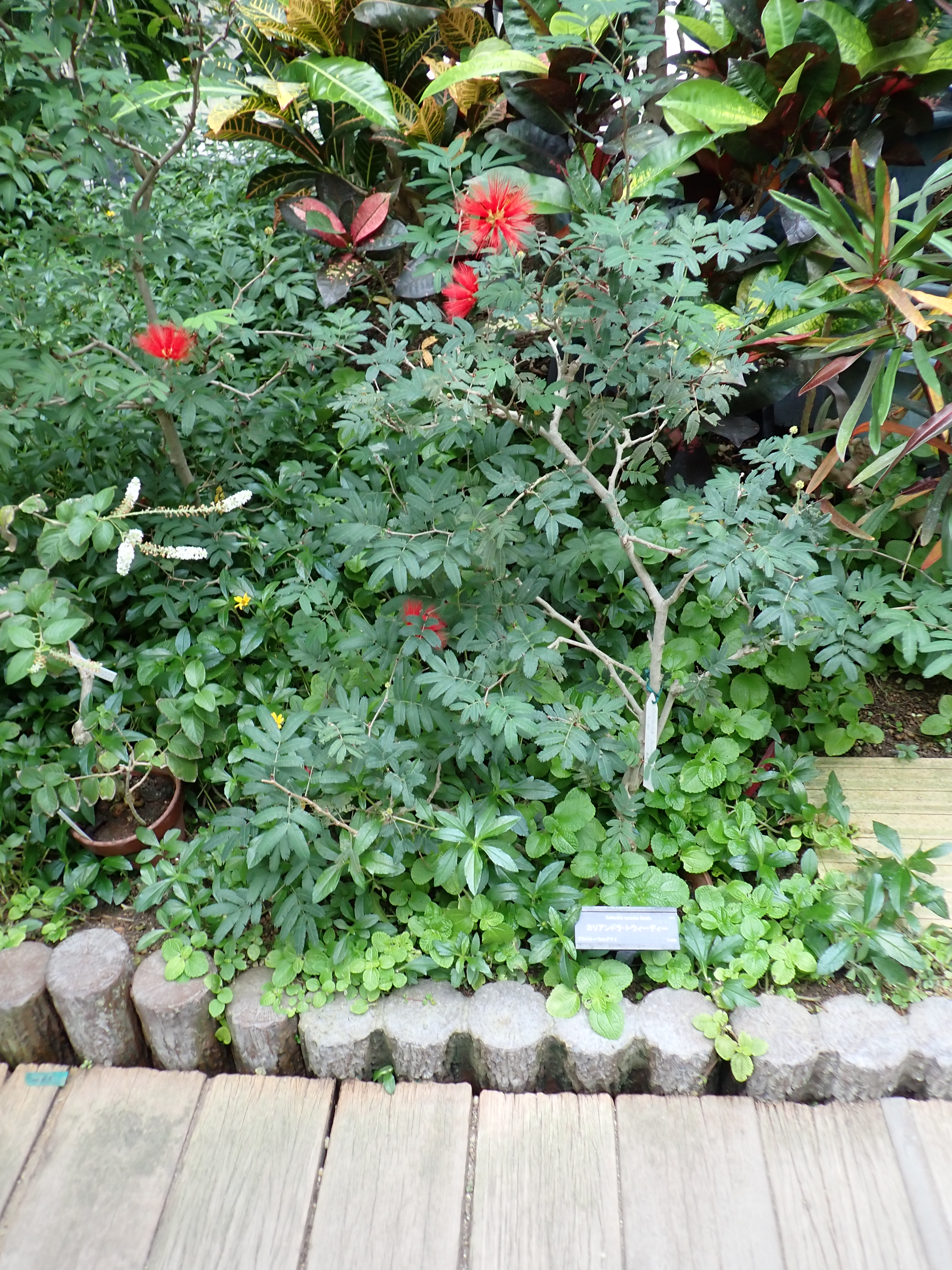
カリアンドラ・トウィーディーの植栽（2024年11月 大阪市 咲くやこの花館）

カリアンドラ・トウィーディー（またはカリアンドラ・トゥイーディー、学名：Calliandra tweediei）はマメ科（旧ネムノキ亜科）ベニゴウカン属（カリアンドラ属）の常緑低木。

## 特徴
樹高1–2 m。葉は二回偶数羽状複葉で、若い葉に絹状の毛がある。羽片は3–4対で長さ4–6 cm、小葉は20–30対と多数あり、長楕円状線形で長さ約4 mm。頭状花は単生する。雄しべは赤色。豆果は長さ約5 cmで、表面に長い毛が密生する。

## 分布
ブラジル～ウルグアイ原産。POWOはさらにパラグアイ、ボリビア、アルゼンチン北東部を原産地に加えている。

## 利用
観賞用植物として利用。やや耐寒性がある。冬越しには最低気温13℃以上を要する。